# Tom McIntosh

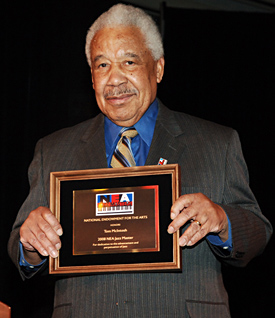
Tom McIntosh, 2008

Thomas „Tom“ McIntosh (* 6. Februar 1927 in Baltimore, Maryland; † 26. Juli 2017 in Boston, Massachusetts) war ein US-amerikanischer Jazz-Posaunist, Komponist und Arrangeur des Hardbop.

## Leben
Tom McIntosh studierte 1944 Gesang am Peabody Conservatory, lernte dann Posaune und schloss 1958 sein Studium an der Juilliard School of Music mit dem Examen ab. Ab 1956 war er als professioneller Musiker tätig, spielte 1959 bei James Moody, 1960 im Art Farmer/Benny Golson-Jazztet, dann wider ab 1962 bei Moody und ab 1964 im New York Jazz Sextet. Ab 1966 wirkte McIntosh in der Thad Jones/Mel Lewis Big Band mit, 1968 spielte er mit Dizzy Gillespie bei den Berliner Jazztagen. Ende der 1960er Jahre zog er an die Westküste und konzentrierte sich auf das Komponieren für Film und Fernsehen. In den 199er-Jahren kehrte er an die Ostküste zurück und begann eine Karriere als Musikpädagoge und Leiter des Thelonious Monk Institute am New England Conservatory of Music. 2003 legte er sein erstes Album unter eigenem Namen, With Malice Towards None vor.
2008 erhielt er die NEA Jazz Masters Fellowship.

## Auswahldiskographie
- The Complete Argo/Mercury Art Farmer/Benny Golson Sessions
- The Jazztet – Big City Sounds (Argo) (Farmer, Golson, Tom McIntosh (tb), Cedar Walton (p), Tommy Williams(b), Albert Heath (dr), 16, 19. & 20. September 1960)
- The Jazztet The Jazztet and John Lewis (Argo) ((Farmer, Golson, Tom McIntosh (tb), Cedar Walton (p), Tommy Williams(b), Albert Heath (dr), John Lewis (arr), 20.–21. Dezember 1960, 9. Januar 1961)
- The Jazztet At Birdhouse (Argo) (Farmer, Golson, Tom McIntosh (tb), Cedar Walton (p), Tommy Williams(b), Albert Heath (dr), Live Chicago, Birdhouse, 15. Mai 1961)